# Ахмеднабиев, Ахмеднаби Омардибирович
 Ахмеднаби́ Омардибирович Ахмеднаби́ев (29 декабря 1958 — 9 июля 2013) — российский журналист. На момент гибели работал заместителем главного редактора независимого новостного еженедельника «Новое дело» и штатным корреспондентом ИЦ «Кавказский узел». 9 июля 2013 года Ахмеднабиев был застрелен рядом со своим домом в поселке Семендер в пригороде Махачкала, Дагестан, Россия после того, как в 2009 году в Махачкале появились листовки с «расстрельным списком», куда попало его имя за критику сотрудников местных силовых структур, за освещение таких острых тем как злоупотребление властью, нарушения прав человека и преследование мусульман.

## Биография
Помимо журналистики, Ахмеднаби Ахмеднабиев занимался медициной. Он окончил лечебный факультет и в дальнейшем специализировался как кардиолог. Работал врачом в своем родном селе Карата, затем переехал в Махачкалу.
По национальности каратинец.
В течение своей журналистской карьеры Ахмеднабиев не раз получал угрозы в свой адрес. В мае 2012 года он получил СМС с угрозами после освещения протестной акции в Махачкале, связанной с убийством пяти человек в Кизляре за два месяца до этого. Ахмеднабиев предал огласке текст сообщения и обратился с заявлением к руководителю Федеральной службы безопасности с просьбой разобраться в ситуации и найти тех, кто отправил сообщение.

## Карьера
Ахмеднабиев занимал должность заместителя главного редактора еженедельника «Новое дело», одной из передовых местных российских газет. Это общественно-политическое издание, где в частности публикуются статьи с критикой в адрес властей и освещаются вопросы коррупции. Основанная в 1991 году газета «Новое дело» стала весьма уважаемым изданием в Дагестане благодаря своим политическим позициям и критике действий власти.

Ахмеднабиев в основном писал о нарушениях прав человека и уделял особое внимание случаям пыток и покушений, в которых предположительно была замешана полиция. Также он писал о политической ситуации в Дагестане.
По сведениям коллег Ахмеднабиева, самые последние его работы были сфокусированы на главе его родного Ахвахского района, которого Ахмеднабиев подверг жесткой критике.

## Смерть
Ахмеднаби Ахмеднабиев погиб в возрасте 54 года от многочисленных пулевых ранений недалеко от своего дома в Семендере. 9 июля 2013 года в 7.30 утра после того, как Ахмеднабиев сел в свою машину, по ней были произведены выстрелы из проезжающего мимо автомобиля. Автомобиль скрылся, а Ахмеднабиев скоропостижно скончался на месте.
Ахмеднабиев не получил ранений при предыдущем покушении на его жизнь 11 января 2013 года, когда нападающие стреляли в него из машины около его дома.
Вместо того, чтобы расследовать дело о покушении, местная прокуратура завела дело о повреждении имущества. После смерти Ахмеднабиева дело было пересмотрено и добавлено к продолжающемуся расследованию его убийства, так как оба события связаны с его журналистской деятельностью.

## Контекст
В 2009 году имя Ахмеднабиева попало в «расстрельный список», распространяемый в анонимных листовках в Махачкале. В этом списке фигурировали имена ещё 8 журналистов, один из которых тоже был застрелен в Дагестане в 2011 году. Авторы списка требовали мести за смерти российских полицейских. Власти не раскрыли имена авторов списка, но ходили слухи, что он составлен родственниками дагестанских полицейских, убитых членами экстремистских религиозных группировок.
По мнению одного из коллег Ахмеднабиева, имя Ахмеднабиева было добавлено в этот список из-за того, что в своих статьях он критиковал представителей правоохранительных органов и часто выступал в защиту мусульманского населения Дагестана, за что авторы списка приписали его к религиозной группировке
Ахмеднабиев стал семнадцатым журналистом, убитым в Дагестане с 1993 года.

## Влияние
Смерть Ахмеднабиева — пример того, какой опасности подвергаются в России журналисты, пишущие о нарушениях прав человека. В результате журналистам приходится быть более осторожными и самим подвергать определённой цензуре свои работы. Многочисленные убийства российских журналистов остаются нераскрытыми, что негативно сказывается на медиасообществе. Издания, такие как «Новое дело», испытывают давление со стороны правоохранительных органов, им угрожают судебными разбирательствами и попытками их закрыть. Дагестан стал известен, как одно из самых опасных мест в России для журналистской работы, при этом Россия стоит на 9 месте среди самых опасных стран для журналистов, где с 1990 года получено 340 сообщений об убийствах журналистов, и только 20 % из них были расследованы.

## Реакция на убийство
В день убийства Ахмеднабиева более 170 российских журналистов участвовали в траурном шествии. Тело Ахмеднабиева пронесли по улицам Махачкалы. Участники шествия несли плакаты с надписью «Кто следующий?» в качестве призыва предоставить защиту журналистам, подвергающимся угрозам, и адекватно классифицировать преступления против них.
Дуня Миятович, представитель ОБСЕ по свободе СМИ, не оставила без внимания убийство Ахмеднаби Ахмеднабиева 9 июля 2013 года. Она заявила, что его смерть — это напоминание России, что необходимо делать больше, чтобы обеспечивать и гарантировать безопасность журналистам.
Посол Ян Келли, будучи представителем США при ОБСЕ, 11 июля 2013 года на еженедельной встрече в Вене обратился к Постоянному совету, одному из основных органов ОБСЕ. В своем заявлении посол Келли отметил, что США решительно осуждают убийство Ахмеднаби Ахмеднабиева. Он также говорил о том, что нападения на журналистов в России по-прежнему вызывают серьезное беспокойство.
И Миятович, и Келли с восторгом восприняли заявление Следственного комитета Российской Федерации, о том, что расследование убийства Ахмеднабиева имеет первостепенное значение.